# David Heinrich Köpken
David Heinrich Köpken, auch Köpke; Koepkenius (* 5. November 1677 in Bardowick; † 15. Mai 1731 in Rostock) war ein deutscher lutherischer Theologe, Bibliothekar sowie Rektor der Universität Rostock.

## Leben
David Heinrich Köpken war der Sohn des Lüneburger Dr. jur. und Advokaten Johann Heinrich Köpken und dessen Frau Clara Margarethe Scharfen, Tochter des Lüneburger Domherren, Pastor und Superintendenten David Scherfen. Nach Besuch der Michaelisschule in Lüneburg studierte er ab 1693 in Helmstedt, wechselte 1695 nach Jena, war erneut in Helmstedt und dann in Hamburg bei dem Orientalisten Esdras Edzardus. Ab 1698 folgte ein Studium an der Rostocker Universität, 1700 wurde er an der Philosophischen Fakultät zum Magister und 1703 an der Theologischen Fakultät zum Bakkalaureus der Theologie promoviert. 1704 wurde er zum herzoglichen öffentlichen außerordentlichen Professor berufen. Im Sommersemester 1704 folgte an der Theologischen Fakultät unter Andreas Habichhorst die Promotion zum Dr. theol. 1708 wurde er an der Philosophischen Fakultät zum herzoglichen öffentlichen und ordentlichen Professor der Poesie berufen. 1720 und 1726 war er Rektor der Universität. Daneben war er vierzehnmal Dekan der Philosophischen Fakultät. Zudem war er von 1712 bis 1714 als Bibliothekar der Akademischen Bibliothek tätig. Hier machte er sich verdient bei der Erweiterung der Bestände und der Katalogisierung. So kaufte er etwa aus einer Auktion der Bibliothek des Johannes Fecht wertvolle Bücher. Ein Porträt Köpkens befindet sich in der Gemäldesammlung der Universität Rostock.
David Heinrich Köpken war ab 1704 verheiratet mit Anna Catharina, geb. Pape (1686–1713), Tochter des Lüneburger Advokaten Joh. Pape. Alle fünf Kinder dieser Ehe verstarben bereits kurz nach der Geburt. In zweiter Ehe war er ab 1719 verheiratet mit Anna Maria Pauli (1695–1738), Tochter des Lübecker Dr. jur. Daniel Friedrich Pauli. Auch dieser Ehe entstammten fünf Kinder, von denen Anne Margarethe, Daniel Friedrich und Catharine Marie ihren Vater überlebten. Köpkens Schwester Anna Maria war die Frau des Theologie-Professors Johann Peter Grünenberg.

## Schriften (Auswahl)
- Commentation historico-theologica de fabulosa, variisque fraudibus quondam obnoxia & delusa megapoli, Von dem fabelhafften, und durch Mancherley Betrug ehemals verführten Meklenburg. Joachimum Wildium, Rostock 1720